# Skalø
Skalø là 1 đảo nhỏ của Đan Mạch, nằm ở phía bắc đảo Lolland.
- Diện tích: 1,06 km².
- Dân số: 9 (1.1.2005)
- Điểm cao nhất: 10 m trên mực nước biển.

Skalø nối giao thông với đảo Fejø bằng 1 đường đê ngắn.